# Control Machete
Control Machete byla mexická hip hopová skupina. Vznikla v roce 1995 v Monterrey. Jejími členy byli Fermín IV (1995 až 2002; MC), Pato (Patricio Ch. Elizado, MC) a Toy Kenobi (Toy Hernández, klávesy).

## Diskografie
- 1996: Mucho Barato...
- 1999: Artillería Pesada Presenta
- 2002: Solo Para Fanáticos
- 2003: Uno, Dos: Bandera

- 2016: Eat, Breath, and Sleep[3]
- 2017: Singles